# Catharsius kolbei
Catharsius kolbei är en skalbaggsart som beskrevs av Felsche 1907. Catharsius kolbei ingår i släktet Catharsius och familjen bladhorningar. Inga underarter finns listade.